# Большое Северное Озеро (деревня)
Большое Северное Озеро — упразднённая деревня в Лоухском районе Республики Карелии России. Ныне урочище на территории Кестеньгского сельского поселения.

## География
Располагалась между озёрами Большое Северное с севера и Еловое с юга, входящие в крупную озёрную систему Керети.

## История
По указу Президиума Верховного Совета КАССР от 18 февраля 1972 года деревня была объявлена нежилой. Всё население переехало в соседний посёлок Сосновый, что в 36 км от районного центра — посёлка  Лоухи.